# Rennebu
Rennebu is een gemeente in de Noorse provincie Trøndelag. Het bestuur van de gemeente zetelt in Berkåk. De gemeente telde 2556 inwoners in januari 2017. Voornaamste bronnen van bestaan zijn land- en bosbouw.

## Ligging
Rennebu ligt in het zuiden van Sør-Trøndelag. De gemeente grenst in het zuiden aan Tynset in Hedmark. In het oosten aan Midtre Gauldal, in het noorden aan Meldal en in het westen aan Rindal en Oppdal. De gemeente ligt in het bovenste deel van het Orkladal.

## Vervoer
De spoorlijn van Oslo naar Trondheim loopt door de gemeente. In Berkåk is een station met verbindingen naar beide steden. Het station in Ulsberg is sinds 1989 gesloten. Voor auto's is de hoofdverbinding de E6 die van Oslo via Trondheim naar het noorden van het land loopt. Daarnaast loopt riksvei 3 door de gemeente. De weg vormt een alternatieve verbinding naar het zuiden via Elverum.

## Dorpen in de gemeente
De gemeente is vernoemd naar de oudste parochie,  Rennebu, met een kerk uit 1669. De kerk staat in het dorp Voll. Voornaamste dorp, waar ook het bestuur zetelt, is echter Berkåk. Dat dorp heeft een kerk uit 1878. Daarnaast liggen de dorpen Innset en Nerskogen in de gemeente.

## Geboren
- Vebjørn Rodal (1972), middellangeafstandsloper

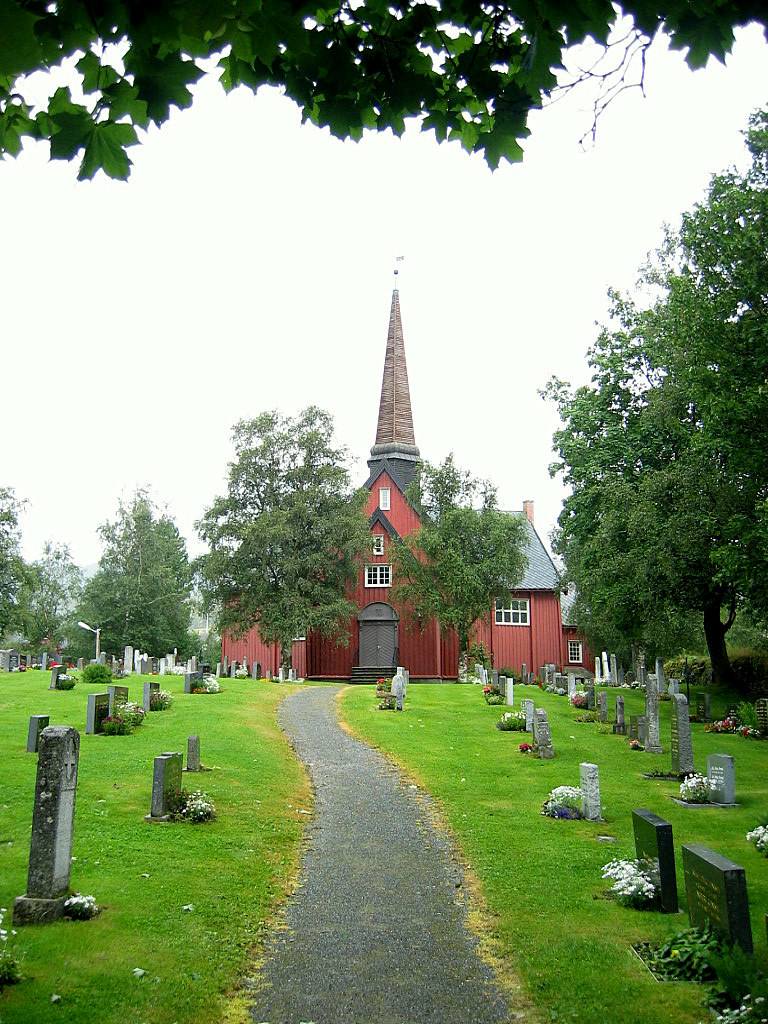
De kerk van Rennebu

- Astrid S (1996), zangeres

Åfjord · Flatanger · Frosta · Frøya · Grong · Heim · Hitra · Holtålen · Høylandet · Inderøy · Indre Fosen · Leka · Levanger · Lierne · Malvik ·  Melhus · Meråker · Midtre Gauldal · Nærøysund · Namsos · Namsskogan · Oppdal · Orkland · Ørland · Osen · Overhalla · Rennebu · Rindal · Røros · Røyrvik · Selbu · Skaun · Snåsa · Steinkjer · Stjørdal · Trondheim · Tydal · Verdal

Fylker van Noorwegen